# Tyga
Michael Ray Nguyen-Stevenson (Compton, Kalifornia, 1989. november 19. –), színpadi nevén Tyga ("Thank You God Always" = "Köszönöm Istenem Örökké" rövidítése), amerikai rapper, aki 2012-ben leszerződött a Young Money Entertainment, Cash Money Records és a Universal Republic Records lemezkiadókhoz. Az első elismeréseit a debütáló kislemeze, a "Coconut Juice" által szerezte, melyben Travie McCoy segítette. Azóta aláírt Young Money-hoz és kiadta Careless World: Rise of the Last King albumát. Az album tartalmazza a listavezető kislemezeit a "Faded"-et, "Rack City"-t és a "Make It Nasty"-t. Harmadik stúdióalbuma, a Hotel California 2013. április 9-én jelent meg, a következő kislemezeket tartalmazza: "Dope" – Rick Ross közreműködésével, "For The Road" – Chris Brown közreműködésével, "Show You" – Future közreműködésével. Már néhány kislemez, például a "Wait For A Minute", a "40 Mill", a "Real Deal" és a "Hookah" a következő, The Gold Album: 18th Dynasty című albumáról is megjelent.
"Offset"

## Korábbi évei
Michael Ray Nguyen-Stevenson Los Angeles térségében született 1989. november 19-én, vietnámi és jamaikai származású. Comptonban nőtt fel, Lil Wayne-t, Cam'ront és Eminemet hallgatva. Akkor kezdett el rappelni, amikor Travie McCoy felfedezte egy sportboltban, és Tyga odaajándékozta neki a mixtape-jét.
2012. december 3-án nagy vita volt Tyga nevelésével kapcsolatban. Tyga azt állította, hogy Compton hátrányos helyzetű részén nőtt fel, de 2008-ban a Bustas című TV-showban azt mondta, hogy egy elég "jómódú" otthonban nőtt fel Valley-ben, Range Rover és CL600 Mercedes-Benz is volt a háztartásban. Azt is állította, hogy elérte, hogy édesanyja 'Tiger Woods'-nak szólítsa. Sokan töprengtek azon, vajon állítása a TV-showban ironikus volt-e, hiszen már komoly vita tárgya volt ez az egész. Tyga reagált Twitteren: "Amikor 14 éves vagy, és nagyravágyó, nem törődsz semmivel. A forgatókönyves TV-műsorért nem rajongunk mindannyian."

## Karrier

### 2008–10:No Introductionés mixtape-ek
A No Introduction 2008. június 10-én jelent meg a Decaydance Records-nál, és ez volt Tyga első független albuma. Az albumról a "Diamond Life" című számot a Need for Speed: Undercover és a Madden NFL 2009 videójátékokban is felhasználták, 2009-ben pedig a Bunyóban.
Tyga sok mixtape albumot adott ki. A 2007-es debütáló mixtape-je, a Young On Probation elég hírnevett szerzett neki, hogy lemezszerződést kössön a Young Money Entertainment-tel. A Fan of a Fan albumát Chris Brownnal, és két híres producerrel, Dj Ill Willel és DJ Rockstarral készítette. Olyan közreműködő előadók szerepelnek rajta, mint Bow Wow, Lil Wayne és Kevin McCall. Négy dalból ("Holla at Me", "G Shit", "No Bullshit", "Deuces") videóklip is készült. A "Deuces" című szám a mixtape debütáló kislemezeként jelent meg, és a 14. helyet érte el a Billboard Hot 100-as listáján, és az 1. helyet a Billboard Hot R&B/Hip-Hop Songs 2010. augusztus 26-án. A dalt az 53. Grammy-díjra is jelölték a Best Rap/Sung Collaboration kategóriában. A dalt, többek között, Chris Brown negyedik stúdióalbumán, a F.A.M.E.-en is megtalálhatjuk. Tyga az MTV-nek azt is elárulta, hogy a mixtape elkészítése csak egy rövid hetet vett igénybe.

### 2011–12:Careless World: Rise of the Last King
A Careless World: Rise of the Last King volt a második stúdióalbuma. 2012. február 21-én jelent meg a Young Money Entertainment, a Cash Money Records és a Universal Republic Records által. Az albumban már elhagyja a poppy dance elemeket, amit a No Introduction albumán még megtalálunk, ez már egy lépés a rap stílushoz, amit a We Are Young Money című albumban is produkált. Tyga kijelentette, hogy az album megmutatja, hogy már felnőtt, de még mindig kapcsolódik a gyerekekhez. Tyga kiadott egy új mixtape-et is, a #BitchImTheShit-et az album előfutáraként.
Az első hivatalos kislemez, a "Far Away" 2011. május 17-én jelent meg, és a 86. helyet érte el a Billboard Hot 100-as listáján. A második hivatalos kislemez, a "Still Got It" 2011. október 4-én jelent meg, és a 89. helyet érte el a Billboard Hot 100-as listán. A harmadik hivatalos kislemez, a "Rack City" 2011. december 6-án jelent meg. Eredetileg Tyga: Well Done 2 című albumán szerepelt, majd rákerült erre az albumra is, mert olyan kereskedelmi sikere volt. 94. helyen debütált a Billboard Hot 100-on, majd a 8. helyen végzett. A negyedik hivatalos kislemez, a "Faded" 2012. január 13-án jelent meg, a Hot 100-on a 3. lett.
Tyga hatodik kislemeze, a "Do My Dance" 2 Chainz közreműködésével 2012. október 2-án jelent meg, és a 79. helyet érte el a Billboard Hot 100-en. Ez a jól elismert #BitchImTheShit és Well Done 3 című albumain is szerepelt.
2012-ben Tyga készített egy multi-AVN-díjra jelölt felnőtt filmet, a Rack City: The XXX Movie-t, melynek szereplői Skin Diamond, Jada Fire, Ice La Fox, Sophie Dee, Lexington Steele, Havana Ginger, Kristina Rose, London Keyes, Daisy Marie, Stacie Lane, és Austin Taylor. A filmben hallhatjuk a "Rack City"-t és a "Faded"-et is több eredeti dallal, és még maga Tyga is feltűnik a filmben egy nem szexuális szerepben.

### 2012–2013:Hotel California
Tyga harmadik stúdióalbuma, a Hotel California 2013. április 9-én jelent meg. Az első kislemez, a "Dope" december 25-én jelent meg. A dalnak figyelemre méltó közreműködése van Rick Ross által. Mielőtt kijött volna a kislemez, 2012. november 30-án megjelent Tyga kilenc számos mixtape-je, a 187. Olyan dalok remixét tartalmazza, mint például 2 Chainz "I'm Different", Meek Mill "Young & Gettin' It" és GOOD Music "Clique". Egy második Fan of a Fan mixtape is meg fog jelenni Chris Brownnal. Tyga a turné videóblogjának harmadik részében megerősített négy közreműködő előadót közelgő albumáról: Rick Rosst, Nicki Minaj-t, Chris Brownt és Wiz Khalifát. 2013 tavaszán a Harvard Egyetem Yardfest-jén lépett színpadra annak dacára, hogy a kritikuson ellenezték, és petíciót írtak alá, hogy tartsa távol magát az "erőszakosan nőgyűlölő dalszövegeitől."
Az albumon Lil Wayne, Chris Brown, Rick Ross, 2 Chainz, Game, Wiz Khalifa, Future és Jadakiss a vendégelőadók. Az albumról három hivatalos kislemez jelent meg – "Dope" – Rick Ross közreműködésével, "For The Road" – Chris Brown közreműködésével, "Show You" – Future közreműködésével, valamint egy promóciós kislemez, a "Molly". Az albumról vegyes véleménnyel voltak a zenei kritikusok. Kereskedelmi szempontból kevésbé volt sikeres, mint a debütáló albuma, 7. helyen debütált a U.S. Billboard 200 listáján, és első héten 54 000 példányban kelt el az Egyesült Államokban.

### 2013–napjainkig:The Gold Album: 18th Dynasty
2013. augusztus 27-én, Tyga kiadott egy új kislemezt DJ Mustard-dal, a "Throw It Up"-ot. Az is kiderült, hogy két új mixtape albumon dolgozik, a Black Thought 3-n és a Well Done 4-on, valamit a The Gold Albumon. 2013. október 21-én a "Wait for a Minute" premierje volt, amiben Justin Bieber a közreműködő előadó, ez volt az első kislemez negyedik stúdióalbumáról, a The Gold Album: 18th Dynasty-ról. A dal az iTunes Store-on is megjelent a következő napon. Tyga utána megerősítette, hogy új albumának megjelenését 2014 elejére tervezik. Azt is elmondta, hogy az album "kevésbé lesz reklámozva", majd hozzátette: "Úgy éreztem, hogy a Hotel California sokkal kereskedelmibb volt, és sokkal inkább rádióba illő dalokat csináltam. Ez az album csak rap." Majd 2014. április 9-én megjelent a "Hookah" Young Thug közreműködésével, mely a második kislemez az albumról.
2014. május 1-jén Tyga írt egy Kanye Westre, Mike Deanre és saját producerére, Jess Jacksonra utaló tweetet egy The Gold Album hash-taggel. Kanye West az album vezető producere, és az albumnak új megjelenési időpontot tűztek ki, november 18-át. Tyga Chris Brown "Loyal" című kislemezén is, a dal a 9. helyet érte el a US Billboard Hot 100-en. Május 28-án megjelent új dala, a "Real Deal" SoundCloudon. Később, augusztus 1-jén megjelent a The Gold Album harmadik kislemezeként. Szeptember 12-én Tyga Instagramján bejelentette, hogy új kislemezének címe "40 Mill" lesz, producerei pedig Kanye West, Mike Dean, Dupri és a saját producere, Jess Jackson. A megjelenési dátumot viszont akkor még nem hozták nyilvánosságra. Az albumon olyan vendégelőadók lesznek, mint Justin Bieber, Young Thug, Kanye West, Chris Brown és Drake. Október 14-én megjelent a 40 Mill, a dal a médiától pozitív visszajelzést kapott.
2014. december 4-én Tyga írt egy twittet, miszerint albuma, a The Gold Album: 18th Dynasty megjelenése még nem esedékes, mert nincs jó viszonyban kiadójával, a Cash Money Records-szal.

## Magánélet

### Családja és kapcsolatai
Tyga 2011. október 5-én találkozott a modell/sztriptíztáncosnő Blac Chyna-val a The F.A.M.E Tour After Partyn Miamiban. Blac Chyna szerepelt Tyga "Rack City" című videóklipjében is. 2011. november 9-én jelentették be hivatalosan, hogy együtt vannak. 2012. márciusában elkezdtek pletykák terjengeni, hogy Blac Chyna terhes. Júliusban a pletykákat megerősítette az, amikor látták őket együtt a Six Flags-ben, és Blac Chyna próbálta eltakarni a jól látható pocakját. 2012. október 16-án megszületett fiúk, King Cairo Stevenson, és Tyga egy 6,5 millió dolláros kastélyt vásárolt az új családjának Calabasas-ben, Kaliforniában. Chris Brown lett a gyermek keresztapja. Mindkét szülő magára tetováltatta fiúk nevét. 2012 decemberében Blac Chyna megerősítette, hogy ő és Tyga eljegyezték egymást. A páros nemrégiben szakított, és úgy tűnik, Tyga most Kylie Jennerrel van együtt.

### Jogi problémák
2012 végén Tygat beperelte a "Make It Nasty" videóklipben szereplő két nő, fejenként 10 millió dollárra; azt állították, hogy Tyga a beleegyezésük nélkül mutogatta mellbimbójukat. Biztosak voltak benne, hogy ki lehetett volna vágni onnan a jelenetet, és nem publikálni a vágatlan verziót, de Tyga beleegyezett, hogy a teljes vágatlan verziót adják ki. 2013. szeptember 21-én egy másik nő perelte be, szintén a videóklipből szexuális zaklatás, csalás, személyiségi jogok megsértése, és érzelmi stressz kialakulása miatt. Azt állította, hogy egy öltönyös férfi tapogatta, egy másik férfi pedig megragadta a melleit. Azt is mondta, amit a másik két nő, akik beperelték, hogy meg volt győződve arról, hogy a félmeztelen táncot és a mellét kivágják.
2013. szeptember 4-én egy Beverly Hills-i ékszerész, Jason perelte be, mert Tyga állítólag nem fizetett ki neki nagyjából 91 ezer dollár értékű ékszert. Jason azt állította, hogy 2012 augusztusában Tyga-val megállapodtak, hogy 28 275 dollárt fizet az ékszerész gyémánt órájáért, és hogy kikölcsönzött egy 63 ezer dollár értékű kubai gyémántláncot 2012 decemberében, de soha nem vitte vissza, így mindkét darab árát visszakéri, plusz a késedelmi díjat, aminek összege akár 185 306.50 dollár értékű kártérítés is lehet, tehát az eredeti összeg kétszerese.

### Viszályok
Young Money Entertainment
2014. október 21-én Tyga kifakadt a jelenlegi kiadója, a "Young Money" miatt, azt mondta, hogy a zenéjét túszként tartják fogva, és azzal fenyegetőznek, hogy kiszivárogtatják az albumot.
Drake és Nicki Minaj
Tyga Drake-ről és Nicki Minajról beszélt egy nem régi interjújában, mindkettőt hamisnak hívta, mondván:
"Én inkább távol tartom magam tőlük. Próbálok tőlük független maradni. Nem igazán jövök ki Drake-kel. Nem igazán jövök ki Nickivel. Nem bírom Drake-et, mint embert. Hamis nekem. Szerintem a zenéje jó, de mi mind különbözőek vagyunk. Össze voltunk kényszerítve, és olyan volt, mintha erőltetnénk a kapcsolatunkat."

## Diszkográfia
- No Introduction (2008)
- We Are Young Money (with Young Money) (2009)
- Careless World: Rise of the Last King (2012)
- Hotel California (2013)
- The Gold Album: 18th Dynasty (2015)

## Együttműködéses albumok
- Fan Of A Fan: The Album (featuring Chris Brown) (2015)

## Díjak és jelölések
| Év   | Szervezet               | Díj                          | Munka                                         | Eredmény |
| ---- | ----------------------- | ---------------------------- | --------------------------------------------- | -------- |
| 2011 | Grammy awards           | Legjobb rap együttműködés    | "Deuces" (Chris Brownnal és Kevin McCall-lal) | Jelölt   |
| 2011 | BET Awards              | Legjobb együttműködés        | "Deuces" (Chris Brownnal és Kevin McCall-lal) | Jelölt   |
| 2012 | BET Awards              | Legjobb együttműködés        | "The Motto" (Drake-kel és Lil Wayne-nel)      | Jelölt   |
| 2012 | BET Awards              | Coca-Cola Viewers' Choice    | "The Motto" (Drake-kel és Lil Wayne-nel)      | Jelölt   |
| 2012 | BET Hip Hop Awards      | Az év dala                   | "The Motto" (Drake-kel és Lil Wayne-nel)      | Jelölt   |
| 2012 | BET Hip Hop Awards      | Legjobb közreműködés         | "The Motto" (Drake-kel és Lil Wayne-nel)      | Jelölt   |
| 2012 | BET Hip Hop Awards      | Legjobb klubrobbantó dal     | "The Motto" (Drake-kel és Lil Wayne-nel)      | Jelölt   |
| 2012 | MuchMusic Video Awards  | MuchVIBE Az év hiphopvideója | "The Motto" (Drake-kel és Lil Wayne-nel)      | Megnyert |
| 2012 | MTV Europe Music Awards | Best US Act                  | Saját maga                                    | Jelölt   |
| 2012 | American Music Awards   | Kedvenc rap/hiphopelőadó     | Saját maga                                    | Jelölt   |
| 2014 | World Music Awards      | Legjobb férfi előadó         | Saját maga                                    | Jelölt   |
| 2014 | World Music Awards      | Legjobb élő produkció        | Saját maga                                    | Jelölt   |
| 2014 | World Music Awards      | Az év legjobb előadóművésze  | Saját maga                                    | Jelölt   |
| 2014 | World Music Awards      | Legjobb dal                  | "Bubble Butt                                  | Jelölt   |
| 2014 | World Music Awards      | Legjobb videó                | "Bubble Butt                                  | Jelölt   |
| 2014 | World Music Awards      | Legjobb dal                  | "Wait for a Minute" (Justin Bieber-rel)       | Jelölt   |
| 2014 | World Music Awards      | Legjobb videó                | "Wait for a Minute" (Justin Bieber-rel)       | Jelölt   |
| 2014 | World Music Awards      | Legjobb album                | Hotel California                              | Jelölt   |
| 2014 | World Music Awards      | Legjobb dal                  | "Loyal" (Chris Brownnal és Lil Wayne-nel)     | Jelölt   |
| 2014 | World Music Awards      | Legjobb videó                | "Loyal" (Chris Brownnal és Lil Wayne-nel)     | Jelölt   |
| 2014 | MTV Video Music Awards  | Legjobb közreműködés         | "Loyal" (Chris Brownnal és Lil Wayne-nel)     | Jelölt   |

## Fordítás
- Ez a szócikk részben vagy egészben  a   Tyga című angol Wikipédia-szócikk fordításán alapul.  Az eredeti cikk szerkesztőit annak laptörténete sorolja fel. Ez a jelzés csupán a megfogalmazás eredetét és a szerzői jogokat jelzi, nem szolgál a cikkben szereplő információk forrásmegjelöléseként.